# Ronde van Frankrijk 1929
| Route van de Ronde van Frankrijk 1929 met start en finish in Parijs. |                   |               |
| Eindklassement                                                       |                   |               |
| Algemeen klassement                                                  | Maurice De Waele  | 186h 39' 15"  |
| Tweede                                                               | Giuseppe Pancera  | + 44' 23"     |
| Derde                                                                | Jef Demuysere     | + 57' 10"     |
| Vierde                                                               | Salvador Cardona  | + 57' 46"     |
| Vijfde                                                               | Nicolas Frantz    | + 58' 00"     |
| Zesde                                                                | Louis Delannoy    | + 1h 06' 09"  |
| Zevende                                                              | Antonin Magne     | + 1h 08' 00"  |
| Achtste                                                              | Julien Vervaecke  | + 2h 01' 37"  |
| Negende                                                              | Pierre Magne      | + 2h 03' 00"  |
| Tiende                                                               | Gaston Rebry      | + 2h 17' 49"  |
| Rode Lantaarn                                                        | André Léger (60e) | + 31h 37' 55" |
| Ploegenklassement                                                    | Alcyon            | -             |
| Tweede                                                               | ?                 | -             |
| Derde                                                                | ?                 | -             |

In 1929 ging de 23e Tour de France van start op 30 juni in Parijs. Hij eindigde op 28 juli in Parijs. Er stonden 155 renners aan de start, en de starts per ploeg in de vlakke etappes werden ingeperkt.
Aanvankelijk werd een strijd verwacht tussen Lucien Buysse, winnaar van 1926, en Nicolas Frantz, winnaar in 1927 en 1928, maar beide rijders bleken uit vorm te zijn. In plaats daarvan was het een ploeggenoot van Frantz bij Alcyon, de Belg Maurice De Waele, die al vroeg de gele trui pakte. Hij verloor hem na twee lekke banden weer aan Victor Fontan.
In de eerste Pyreneeënetappe wist Fontan, die een dag zijn gele trui met Frantz en André Leducq had moeten delen, met een tweede plaats achter ploeggenoot Salvador Cardona, zijn voorsprong uit te bouwen. In de volgende etappe brak echter zijn voorvork. Hij wist op de fiets van een toeschouwer nog terug in het peloton te komen, maar gaf later die dag alsnog gedesillusioneerd op. De Waele kwam daardoor terug op de eerste plaats. In Grenoble werd hij ziek en kon daardoor in de Alpen slechts met moeite aanklampen. Dankzij de hulp van de sterke Alcyonploeg kwam hij desondanks als winnaar in Parijs aan.
Aantal ritten: 22.

Totale afstand: 5286 km

Gemiddelde snelheid: 28.319 km/h

Aantal deelnemers: 155

Aantal uitgevallen: 95

## Belgische en Nederlandse prestaties
In totaal namen er 30 Belgen en 0 Nederlanders deel aan de Tour van 1929.

### Belgische etappezeges
- Aimé Dossche won de 1e etappe van Parijs naar Caen.
- Omer Taverne won de 3e etappe van Cherbourg naar Dinan.
- Louis Delannoy won de 4e etappe van Dinan naar Brest.
- Gustaaf Van Slembrouck won de 5e etappe van Brest naar Vannes.
- Jef Demuysere won de 10e etappe van Luchon naar Perpignan.
- Gaston Rebry won de 14e etappe van Nice naar Grenoble.
- Julien Vervaecke won de 15e etappe van Grenoble naar Evian.
- Bernard Van Rysselberghe won de 19e etappe van Metz naar Charleville.
- Maurice De Waele won de 20e etappe van Charleville naar Malo-les-Bains.

### Nederlandse etappezeges
- In 1929 was er geen Nederlandse etappezege.

## Etappes
- 1e Etappe Parijs - Caen: Aimé Dossche (Bel)
- 2e Etappe Caen - Cherbourg: André Leducq (Fra)
- 3e Etappe Cherbourg - Dinan: Omer Taverne (Bel)
- 4e Etappe Dinan - Brest: Louis Delannoy (Bel)
- 5e Etappe Brest - Vannes: Gustaaf Van Slembrouck (Bel)
- 6e Etappe Vannes - Les Sables d'Olonne: Paul Le Drogo (Fra)
- 7e Etappe Les Sables d'Olonne - Bordeaux: Nicolas Frantz (Lux)
- 8e Etappe Bordeaux - Bayonne: Julien Moineau (Fra)
- 9e Etappe Bayonne - Luchon: Salvador Cardona (Spa)
- 10e Etappe Luchon - Perpignan: Jef Demuysere (Bel)
- 11e Etappe Perpignan - Marseille: André Leducq (Fra)
- 12e Etappe Marseille - Cannes: Marcel Bidot (Fra)
- 13e Etappe Cannes - Nice: Benoît Faure (Fra)
- 14e Etappe Nice - Grenoble: Gaston Rebry (Bel)
- 15e Etappe Grenoble - Evian: Julien Vervaecke (Bel)
- 16e Etappe Evian - Belfort: Charles Pélissier (Fra)
- 17e Etappe Belfort - Strasbourg: André Leducq (Fra)
- 18e Etappe Strasbourg - Metz: André Leducq (Fra)
- 19e Etappe Metz - Charleville: Bernard Van Rysselberghe (Bel)
- 20e Etappe Charleville - Malo-les-Bains: Maurice De Waele (Bel)
- 21e Etappe Malo-les-Bains - Dieppe: André Leducq (Fra)
- 22e Etappe Dieppe - Parijs: Nicolas Frantz (Lux)

 winnaars gele trui · 
 puntenklassement · 
 bergklassement · 
 jongerenklassement · 
 tussensprintklassement · 
 combinatieklassement · 
 ploegenklassement · 
 strijdlust · 
rode lantaarn
records · meeste deelnames · ranglijst etappewinnaars · bekende beklimmingen · valpartijen · dopinggevallen · Grand Départ · Souvenir Henri Desgrange
1903 · 
1904 · 
1905 · 
1906 · 
1907 · 
1908 · 
1909 · 
1910 · 
1911 · 
1912 · 
1913 · 
1914 ·
1915 ·
1916 ·
1917 ·
1918 · 
1919 · 
1920 · 
1921 · 
1922 · 
1923 · 
1924 · 
1925 · 
1926 · 
1927 · 
1928 · 
1929 · 
1930 · 
1931 · 
1932 · 
1933 · 
1934 · 
1935 · 
1936 · 
1937 · 
1938 · 
1939 · 
1940 ·
1941 ·
1942 ·
1943 ·
1944 ·
1945 ·
1946 ·
1947 · 
1948 · 
1949 · 
1950 · 
1951 · 
1952 · 
1953 · 
1954 · 
1955 · 
1956 · 
1957 · 
1958 · 
1959 · 
1960 · 
1961 · 
1962 · 
1963 · 
1964 · 
1965 · 
1966 · 
1967 · 
1968 · 
1969 · 
1970 · 
1971 · 
1972 · 
1973 · 
1974 · 
1975 · 
1976 · 
1977 · 
1978 · 
1979 · 
1980 · 
1981 · 
1982 · 
1983 · 
1984 · 
1985 · 
1986 · 
1987 · 
1988 · 
1989 · 
1990 · 
1991 · 
1992 · 
1993 · 
1994 · 
1995 · 
1996 · 
1997 · 
1998 · 
1999 · 
2000 · 
2001 · 
2002 · 
2003 · 
2004 · 
2005 · 
2006 · 
2007 · 
2008 · 
2009 · 
2010 · 
2011 · 
2012 · 
2013 · 
2014 · 
2015 · 
2016 · 
2017 · 
2018 · 
2019 ·
2020 · 
2021 · 
2022 · 
2023 · 
2024 · 
2025